# Don, un cavallo per amico
Don, un cavallo per amico (Hot to Trot) è un film del 1988 diretto da Michael Dinner.

## Trama
Fred P. Chaney è un broker, fa squadra con un cavallo parlante e quest'ultimo lo aiuta a fare investimenti intelligenti.